# Villa González Ortega
Villa González Ortega là một đô thị thuộc bang Zacatecas, México. Năm 2005, dân số của đô thị này là 11856 người.